# Марк Виторий Марцел
Вижте пояснителната страница за други личности с името Виторий.
Марк Виторий Марцел (на латински: Marcus Vitorius Marcellus; * 60 г.; † 122 г.) е сенатор и политик на Римската империя през края на 1 и началото на 2 век, прародител на римския император Септимий Север.

## Произход и кариера
Син е на Гай Виторий. Той е приятел с учителя Квинтилиан и поета Стаций.
Марцел е оратор и юрист и през 85 г. е приет в сената., 91 г. е претор и curator viae Latinae, 95 г. е легионски легат. По времето на император Траян Марцел е през 105 г. суфектконсул заедно с Гай Цецилий Страбон. През 120/122 г. е проконсул на провинция Африка.

## Фамилия
Марцел се женен за Хозидия Гета (* 65 г.), дъщеря на Гней Хозидий Гета (суфектконсул 47 г.). Те имат децата:
- Гай Виторий Хозидий Гета
- Витория (* 85), омъжена за Луций Септимий Север (70 – 110), римски конник; майка на
  - Публий Септимий Гета (бащата на римския император Септимий Север)